# Karol Skowerski
Karol Skowerski (* 9. Mai 1984) ist ein polnischer Poolbillardspieler. Er gewann 2012 das World Pool Masters.

## Karriere
Skowerski gewann neun Medaillen bei Jugend-Europameisterschaften und 2002 die Bronze-Medaille bei der Junioren-Weltmeisterschaft.
2006 erreichte Skowerski bei den Italy Open erstmals das Viertelfinale eines Euro-Tour-Turniers. Er unterlag jedoch dem Niederländer Niels Feijen. Bei den German Open 2007 zog er erneut in die KO-Runde ein, verlor dort jedoch sein erstes Spiel gegen den Deutschen Thorsten Hohmann.
Im Juni 2008 belegte er bei der Europameisterschaft den 17. Platz im 8-Ball. Im 9-Ball und im 14/1 endlos kam er jeweils auf den 33. Platz. Bei den Costa del Sol Open Ende des Jahres zog er ins Achtelfinale ein, das er gegen Ralf Souquet verlor. 2009 erreichte er mit dem neunten Platz im 9-Ball sein bis dahin bestes Ergebnis bei einer Herren-Europameisterschaft. Im 8-Ball erlangte er den 17. Platz.
Bei den Netherlands Open 2009 kam er ins Achtelfinale, verlor dieses aber gegen den Niederländer Roy Gerards.
Bei der EM 2010 erreichte Skowerski erstmals das Viertelfinale. Er unterlag dabei im 8-Ball dem Schweden Marcus Chamat. Im 9-Ball sowie im 14/1 endlos belegte er den 17. beziehungsweise 33. Platz.
Im Achtelfinale der Italy Open verlor er gegen den späteren Finalisten Mateusz Śniegocki. Nachdem er bei den Finland Open im Sechzehntelfinale gegen den Tschechen Roman Hybler ausgeschieden war, gelang es ihm bei den Portugal Open 2010 erstmals in ein Euro-Tour-Halbfinale einzuziehen. Dieses verlor er aber gegen den späteren Sieger des Turniers Chris Melling mit 1:9. Bei den anschließenden Costa-Blanca Open schied er bereits im Achtelfinale gegen den Niederländer Nick van den Berg aus. Bei der Europameisterschaft 2011 waren seine besten Platzierungen der 17. Platz im 9-Ball sowie im 10-Ball, im 8-Ball belegte er den 33. Platz.
Vier Monate später unterlag er im Sechzehntelfinale der German Open dem Belgier Noel Bruynooghe. Bei den Treviso Open 2011 schied er im Achtelfinale gegen den späteren Turniersieger Mark Gray aus.
Bei der 8-Ball-Weltmeisterschaft 2012 erreichte Skowerski mit dem Achtelfinal-Aus sein bislang bestes Ergebnis bei einer Weltmeisterschaft. Nachdem er bei den Bosnia & Herzegovina Open im Viertelfinale gegen van den Berg und bei den German Open im Achtelfinale mit 7:8 gegen den Ukrainer Artem Koschowyj ausgeschieden war, gelang es ihm, durch einen Finalsieg gegen seinen Landsmann Mateusz Śniegocki, das World Pool Masters 2012 zu gewinnen.
Bei der EM 2013 traf Skowerski im 10-Ball-Viertelfinale erneut auf Śniegocki. Śniegocki gewann jedoch mit 8:3 und wurde anschließend Europameister. Im 8-Ball und im 9-Ball belegte Skowerski bei der EM jeweils den 17. Platz.
Bei den Austria Open schied er im Viertelfinale gegen den Spanier David Alcaide aus, bei den Bosnia & Herzegovina Open 2013 bereits im Sechzehntelfinale gegen den Esten Denis Grabe.
Beim World Pool Masters 2013 schied Skowerski bereits in der ersten Runde, dem Achtelfinale, gegen Chris Melling aus.
Bei den Castel-Brando Open und den Treviso Open 2013 unterlag er im Viertelfinale dem Engländer Imran Majid beziehungsweise gegen David Alcaide.
Bei den Italian Open 2014 gelang es Skowerski erstmals in ein Euro-Tour-Finale einzuziehen, er verlor dieses jedoch gegen Nick van den Berg mit 5:9. Bei den Austria Open 2014 schied er erneut gegen van den Berg aus, diesmal jedoch bereits im Viertelfinale.
Bei den China Open belegte er 2014 den 17. Platz, bei der 9-Ball-WM hingegen schied er sieglos in der Vorrunde aus.
Bei der EM 2015 gelang Skowerski im 8-Ball und im 9-Ball der Einzug ins Finale, in dem er Niels Feijen beziehungsweise Francisco Díaz-Pizarro unterlag. Zudem erreichte er das Viertelfinale im 10-Ball und das Achtelfinale im 14/1 endlos.
Skowerski nahm bislang dreimal am World Cup of Pool teil. Nachdem er 2011 gemeinsam mit Radosław Babica im Viertelfinale gegen den späteren Finalisten Thailand ausgeschieden war, erreichte er 2012 mit Wojciech Szewczyk das Finale. Dieses verloren sie jedoch gegen die Finnen Mika Immonen und Petri Makkonen mit 8:10.
2014 bildete er gemeinsam mit Mateusz Śniegocki das polnische Doppel, das im Achtelfinale gegen Finnland ausschied.
2010 und 2014 nahm er mit der polnischen Nationalmannschaft an der Team-Weltmeisterschaft teil. 2010 verlor die Mannschaft im Viertelfinale gegen die Philippinen, im Viertelfinale 2014 verlor sie gegen die chinesische Mannschaft.